# Hiroshi Aoshima
Hiroshi Aoshima (Japans: 青島 広志, Aoshima Hiroshi) (Tokio, 31 maart 1955) is een Japans componist, muziekpedagoog, dirigent, pianist en presentator.

## Levensloop
Zijn compositie-studie deed hij aan het Tokyo National University of Fine Arts and Music en voltooide hij in 1980. Hij schreef een reeks van opera's, koorwerken, werken voor harmonieorkest en verschillende blaasinstrumenten. Nu is hij professor aan het Tokyo National University of Fine Arts and Music en aan de Tsuru University. Hij dirigert Kanagawa Philharmonic Orchestra, Osaka Philharmonic Orchestra, Tokyo Philharmonic Orchestra, Osaka Symphony Orchestra en Blue-Island Orchestra.

## Composities

### Werken voor harmonieorkest
- 1979 Parade for a Full Band
- 1987 March: Fumon Band Festival 1987

### Toneelwerken
- 1983 Tasogare wa Oma no Jikan Opera

### Koorwerken
- 1983 Taisei meika shu
- 1984 Mothergooth no Uta
- 1985 Juuippiki no neko
- 1987 Paul Bunyan
- 1988 Makuranososhi - Momojiri voor vrouwenkoor en instrumenten
- 1988 Children's Crusade voor gemengd koor, percussie en piano
- 1997 Hitoribocchi no Yorudakara
- Carnival
- Shoka no Junikagetsu
- The Advent Carol
- Yoru dake Mahoutsukai

### Mandolineorkest
- 1994 Suite arts décos

### Kamermuziek
- 1983 Kanashimi voor sopraan en altblokfluitensemble 
  1. Yorokobi
  2. Toritachi no Sanka
- 1985 Onna no Heiwa (Aristophanes) voor koor, blokfluitensemble (sopraan, alt) en gitaar
- 1991 Green Sleeves voor blokfluitensemble (SATB)
- 1996 Hitoribocchi no Yorudakara voor kinderenkoor, sopraanblokfluiten, piano 4-handig
- 1995-1999 Suite Ongaku no Yakai
  1. Rondo
  2. Menuet
  3. Rondo
  4. March
- 2001 Three Songs voor sopraan- en alt-blokfluit en gitaar